# Internet v Sloveniji
Uporaba interneta ali medmrežja v Sloveniji je razmeroma razširjena; sodeč po uradnih raziskavah je v prvem četrtletju 2008 internet uporabljalo 58% Slovencev med desetim in 74 letom starosti, kar je nad evropskim povprečjem. V istem obdobju je imelo dostop do interneta 59% gospodinjstev (od tega 85% s širokopasovno povezavo) in 97% podjetij z 10 ali več zaposlenimi (od tega 84% širokopasovno). Delež uporabnikov, ki uporabljajo internet za specifične namene (elektronsko bančništvo, e-uprava, prebiranje spletnih časopisov, nakupovanje prek spleta ipd.) je blizu povprečja za Evropsko unijo.
Vrhnja internetna domena Slovenije je .si. Z njo upravlja javni zavod ARNES (Akademsko raziskovalno omrežje Slovenije), ki poleg tega nudi dostop do interneta državnim izobraževalnim in raziskovalnim ustanovam. Večji komercialni ponudniki storitev dostopa so Telekom Slovenije (pod blagovno znamko SiOL), UPC Telemach, AMIS in T-2. Slovenski operaterji ponujajo tehnologije ADSL: ADSL2+, VDSL, SHDSL, VDSL2 in FTTH, razvito pa je tudi kabelsko omrežje.
Slovenija izstopa po deležu uporabnikov, ki dostopajo do svetovnega spleta z brskalnikom Mozilla Firefox - leta 2007 je bilo 47,9% zahtevkov za spletne strani opravljenih s Firefoxom, kar je več od vseh ostalih evropskih držav.

## Zgodovina
Za začetek uporabe interneta v Sloveniji štejemo prvo povezavo s protokolom IP, ki je bila oktobra 1991 vzpostavljena med Inštitutom "Jožef Stefan" in nizozemskim inštitutom za jedrsko fiziko (NIKHEF). V laboratoriju za odprte sisteme in mreže na IJS je bil takrat postavljen primarni domenski strežnik za domeno .yu. Vrhnja domena .si je bila registrirana leta 1992 po osamosvojitvi Slovenije, kljub temu pa se je uporaba .yu nadaljevala še precej časa in šele konec devetdesetih let so register prenesli na Univerzo v Beogradu. Pri Arnesu se je še nekaj let nadaljevala tudi uporaba starejših povezovalnih protokolov X.400 in X.25 zaradi preference evropskih raziskovalnih inštitucij po uporabi standardov ISO/OSI.
Prvi slovenski spletni strežnik je bil postavljen v Nacionalnem superračunalniškem centru Inštituta "Jožef Stefan", na njem je bila 21. novembra 1993 objavljena prva spletna stran s predstavitvijo Slovenije. Kmalu so začeli nanjo dodajati povezave do drugih slovenskih spletnih strani, tako da je stran prerasla v spletni imenik, kasneje preimenovan v Mat'kurja.
V prvi telefonski anketi gospodinjstev leta 1996 se je 6,5% odstotka vprašanih izreklo za uporabnike interneta, vendar je bil zaradi težav z metodologijo dejanski delež uporabnikov verjetno nižji.